# 考劳科瑟尔彻克
考劳科瑟尔彻克，是匈牙利维斯普雷姆州所辖的一个村，总面积7.11平方公里，总人口315，人口密度44.3人/平方公里（2010年1月1日）。